# Wolfgang Martens (Jurist)

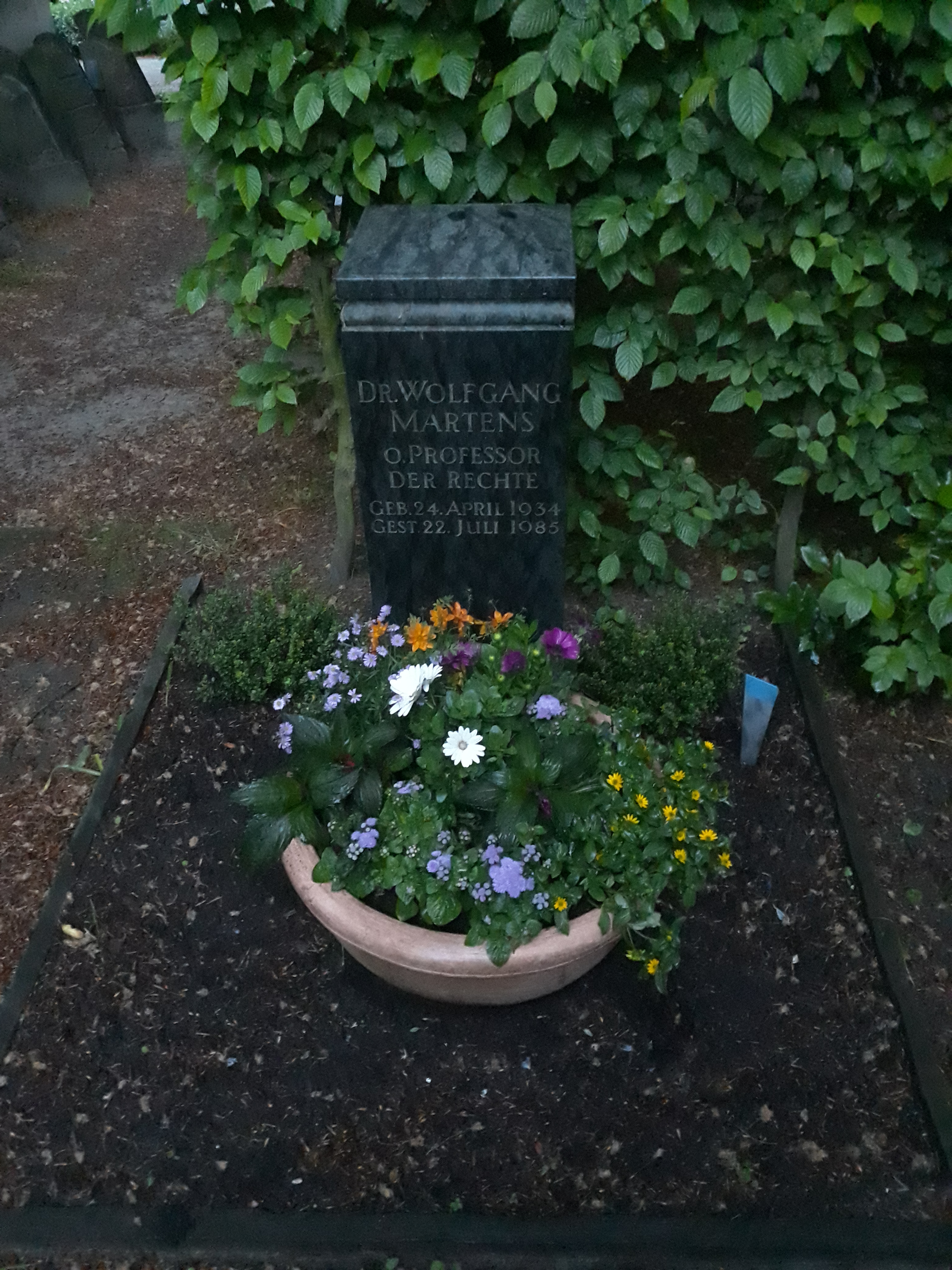
Das Grab von Wolfgang Martens auf dem Friedhof Bernadottestraße in Hamburg

Wolfgang Rudolf Karl Martens (* 24. April 1934 in Wandsbek; † 22. Juli 1985 in Hamburg) war ein deutscher Jurist und Autor.

## Leben und Wirken
Martens studierte Rechtswissenschaft an der Universität Hamburg. 1960 promovierte er mit der Dissertation Der Verfassungsgehalt der Wehrordnung im Grundgesetz unter seinem akademischen Lehrer Hans Peter Ipsen an der Universität Hamburg. Nach seiner Dissertation arbeitete Martens vorerst als Assistent an der Universität Hamburg, bevor er im Jahr 1968 an der Universität Münster mit der Arbeit Öffentlich als Rechtsbegriff habilitierte.
1969 wurde Martens an die Ruhr-Universität Bochum als ordentlicher Professor für Öffentliches Recht berufen. Zeitgleich wurde er zum Richter am Oberverwaltungsgericht Münster ernannt. Im Jahr 1973 folgte Wolfgang Martens einem Ruf an die Universität Hamburg und schloss sich damit wieder der Fakultät für Rechtswissenschaft seiner Heimatstadt an.

## Schriften
- Grundgesetz und Wehrverfassung. Appel, Hamburg 1961.
- Öffentlich als Rechtsbegriff. Habilitationsschrift. Gehlen, Bad Homburg/Berlin/Zürich 1969.
- mit Peter Häberle: Grundrechte im Leistungsstaat. De Gruyter, Berlin 1972, ISBN 978-3-11-004223-8.
- Negatorischer Rechtsschutz im öffentlichen Recht. Boorberg, Stuttgart 1973, ISBN 978-3-415-00302-6.
- Suspensiveffekt, Sofortvollzug und vorläufiger gerichtlicher Rechtsschutz bei atomrechtlichen Genehmigungen. Heymann, Köln 1983, ISBN 978-3-452-19474-9.
- mit Klaus Vogel: Gefahrenabwehr. Heymann, Köln 1983, ISBN 978-3-452-20583-4.